# Rose Ader
Rose Ader, o Rose Ader-Trigona (Oderberg, 1890 – Buenos Aires, 1955), fou una soprano alemanya, qui va debutar l'any 1915 a l'Stadttheater d'Hamburg (actual Hamburgische Staatsoper).
Provenia d'una família jueva de Silèsia. Després de tres temporades a l’Stadttheater d’Hamburg, va signar un contracte amb la Wiener Staatsoper de Viena per a la temporada 1918-1919. El 1920 va tornar a l'òpera d'Hamburg, on va romandre durant dotze temporades. Un dels moments destacats de la seva carrera va ser el 1921, quan va interpretar la primera representació alemanya de Suor Angelica de Puccini. El 1922, el Teatro Costanzi de Roma la va convidar per encarnar el paper principal de La Bohème.
Va actuar al Gran Teatre del Liceu de Barcelona durant la temporada 1926-27, i posteriorment va oferir actuacions a Amsterdam els anys 1928 i 1930. En la temporada 1928-29 es va presentar a La Scala de Milà. La seva trajectòria internacional la va portar al Théâtre Pigalle de París el 1930 i, l’any següent, al Covent Garden de Londres per participar a Die Fledermaus com a Rosalinde. Del 1931 al 1938 va fer diverses aparicions a la Wiener Staatsoper.
Altres escenaris destacats inclouen l’Staatsoper de Dresden el 1927 i l’Opéra-Comique de París el 1930, on va cantar el paper de Mimì. També va actuar a Berlín i a Múnic, i aquell mateix any va oferir un recital a Copenhaguen. El 1933, davant la situació política a Europa, va emigrar amb la seva família a Àustria, després a Itàlia i finalment a l'Argentina després de la Segona Guerra Mundial, on es va establir definitivament i es va dedicar a la pedagogia vocal.
Es conserven molt poques gravacions de la seva veu, només dues àries de Mimì van ser publicades. Després del seu matrimoni amb el comte italià Antonio Trigona, amb qui va tenir el fill Antonio, va adoptar el nom artístic de Rose Ader-Trigona.
Puccini va concebre el personatge de Liù de Turandot amb Rose Ader en ment, ja que mantenien una relació amorosa. Malgrat això, no se li va concedir l’honor d’estrenar el paper, que finalment va ser interpretat per Maria Zamboni.